# نیو مارکت، مینه‌سوتا
نیو مارکت (به انگلیسی: New Market) یک منطقهٔ مسکونی در ایالات متحده آمریکا است که در شهرستان اسکات، مینه‌سوتا واقع شده‌است. نیو مارکت ۱٫۶ کیلومتر مربع مساحت و ۳۳۲ نفر جمعیت دارد و ۳۳۹ متر بالاتر از سطح دریا واقع شده‌است.